# Unité urbaine de Beaugency
L’unité urbaine de Beaugency est une unité urbaine française centrée sur la ville de Beaugency dans le département du Loiret et la région Centre-Val de Loire.
D'après la définition qu'en donne l'Institut national de la statistique et des études économiques (Insee), l'unité urbaine correspond à « une commune ou un ensemble de communes présentant une zone de  bâti continu (pas de coupure de plus de 200 mètres entre deux constructions) qui compte au moins 2 000 habitants ».
Elle est comprise dans l'aire urbaine et la zone d'emploi d'Orléans.
C'est l'une des 29 unités urbaines du Loiret.

## Géographie
L'unité urbaine de Beaugency est composée de deux communes situées dans le département du Loiret et la région naturelle du val de Loire. Ses 9 021 habitants font d'elle la huitième unité urbaine du département.
Le tableau suivant détaille la répartition de l'aire urbaine sur le département (les pourcentages s'entendent en proportion du département) :
| Département | Communes | Communes (%) | Superficie (km²) | Superficie (%) | Population (2008) | Population (%) |
| ----------- | -------- | ------------ | ---------------- | -------------- | ----------------- | -------------- |
| Loiret      | 2        | 0,6          | 39,07            | 0,58           | 9 021             | 1,39           |

### Liste des communes
Voici la liste des deux communes de l'unité urbaine de Beaugency, toutes comprises dans le département du Loiret et le canton de Beaugency.
| Nom       | Code Insee | Statut | Superficie (km2) | Population (dernière pop. légale) | Densité (hab./km2) |
| --------- | ---------- | ------ | ---------------- | --------------------------------- | ------------------ |
| Beaugency | 45028      |        | 16,45            | 7 564 (2014)                      | 460                |
| Tavers    | 45317      |        | 22,62            | 1 347 (2014)                      | 60                 |

### Démographie
La population de l'unité urbaine est en augmentation constante depuis 1968.
| 1968  | 1975  | 1982  | 1990  | 1999  | 2008  | 2020  |
| ----- | ----- | ----- | ----- | ----- | ----- | ----- |
| 6 357 | 7 410 | 8 171 | 8 022 | 8 329 | 9 021 | 8 735 |

Pyramide des âges
Au recensement de 2008, la population comptait 4 791 femmes pour 4 230 hommes.
| Hommes | Classe d’âge | Femmes |
| ------ | ------------ | ------ |
| 0,7    | + 90         | 2,2    |
| 8,2    | 75-89        | 11,7   |
| 14,1   | 60-74        | 14,5   |
| 19,0   | 45-59        | 19,2   |
| 20,6   | 30-44        | 18,0   |
| 16,4   | 15-29        | 17,2   |
| 20,9   | 0-14         | 17,3   |

## Administration
L'unité urbaine de Beaugency est située dans l'arrondissement d'Orléans et le canton de Beaugency ; elle dépend de la communauté de communes du canton de Beaugency et du syndicat mixte du pays Loire Beauce.